# Catasticta anaitis
Catasticta anaitis is een vlindersoort uit de familie van de witjes (Pieridae), onderfamilie Pierinae.
De wetenschappelijke naam van de soort werd in 1869 gepubliceerd door Hewitson.